# Vahine (voilier)
Pour les articles homonymes, voir Vahine.
Vahine est un ketch à gréement bermudien. C'est un voilier-école du Sail Training Association Finland (STAF), qui gère aussi la goélette bermudienne Helena.
Son port d'attache est Helsinki en Finlande.

## Histoire
Le SY Vahine est un Swan 65 (en) , dessiné par Sparkman & Stephens (en) et construit par Nautor's Swan (en) à Jakobstad en Finlande. La légende du Swann 65 a été créée lorsque Sayula II (en), a remporté la course Whitbread Round the Word Race (1973-74). C'est un ketch classique qui est géré par la Sail Training Association Finland (STAF), association créée en 1973 pour la formation à la voile en Finlande.
Il participe régulièrement à de nombreuses Tall Ships' Races et, en 2017, à l'intégralité de la RDV2017 Tall Ships' Races Regatta.
À l'arrivée de la 5e étape reliant Halifax (Canada) au Havre, il est deuxième en classe D, devant Peter von Danzig (Allemagne) et derrière Rona II (Royaume-Uni). 
Il a participé au rassemblement Les Grandes Voiles du Havre.